# Psychotria malayana
Psychotria malayana là một loài thực vật có hoa trong họ Thiến thảo. Loài này được Jack miêu tả khoa học đầu tiên năm 1820.